# Stojka Milanowa
Stojka Milanowa (* 5. August 1945 in Plowdiw; † 29. September 2024 in Madrid) war eine bulgarische Violinistin und Musikpädagogin.

## Leben und Werk
Stojka Milanowa wurde 1945 in Plowdiw als Tochter von Trefandil Milanow (1909–1999) und seiner Frau Yovka geboren. Ihr Vater war Geiger und Geigenlehrer. Er leitete eine Musikschule in Plowdiw und war Mitbegründer einer Musikschule in Sofia. Stojka wurde ab ihrem dritten Lebensjahr von ihrem Vater nach einer von ihm entwickelten Methode unterrichtet. Sie studierte bis 1964 bei ihm in Sofia. Sie setzte ihr Studium bis 1969 bei David Oistrach am Moskauer Konservatorium fort.
1967 gewann sie den 2. Preis beim Concours musical international Reine Élisabeth de Belgique. 1970 gewann sie den Carl-Flesch-Wettbewerb in London und gab in diesem Jahr ihr Konzertdebüt in London. 1972 erhielt sie für ihre Aufnahme der beiden Violinkonzerte von Prokofjew beim Label Balkanton einen Grand Prix der Charles Cros Academy. Sie gab Tourneen in der UdSSR, der Bundesrepublik Deutschland, der DDR, in Skandinavien, Belgien, Frankreich, Italien und Großbritannien. Ihre Konzertkarriere erreichte in den 1970er und den frühen 1980er Jahren ihren Höhepunkt. Sie trat als Solistin häufig bis in die 2000er Jahre auf und gab bis Ende der 2010er Jahre noch Violinabende. Zu ihren Duopartnern zählten die Pianisten Radu Lupu und Malcolm Frager wie auch ihre Schwester, die Pianistin Dora Milanowa. In den 1980er Jahren gab sie Kammerkonzerte mit ihrer Tochter Yova, ebenfalls Violinistin. Die beiden Geigerinnen schufen hervorragende Einspielungen des Vivaldi Concerto Grossos für zwei Violinen, Violoncello und Streicher op. 3/1.
Sie unterrichtete von 2005 bis 2010 am Staatlichen Konservatorium von Venezuela und war ab 2016 Professorin und Lehrstuhlinhaberin für Violine an der Staatlichen Musikakademie Sofia. Sie gab Meisterkurse in verschiedenen europäischen Städten sowie in Venezuela. Sie verwandte die Violinunterrichtsmethode ihres Vaters auch in der Lehre am bulgarischen Staatskonservatorium und in Venezuela.
Stojka Milanowa spielte auf einer Guaneri del Gesù zugeschriebenen Violine aus dem Jahr 1737.
Milanowa starb am 29. September 2024 in Madrid.